# Mike Wead
Mike Wead (født Mickael Vikström den 6. april 1967) er en svensk guitarist, der bor i Stockholm. Han har bidraget til heavy metalbands som Hexenhaus, Memento Mori, Abstrakt Algebra, The Haunted, Edge of Sanity, Candlemass, The Project Hate. I øjeblikk er han guitarist i Mercyful Fate, King Diamond og Bibleblack. Som guitarist i King Diamond deler Wead leda guitar-rollen med Andy LaRocque. Wead arbejder også som producer.

## Udstyr
- ESP E-II Horizon
- ESP E-II ST-1
- ESP Horizon 27
- ESP Standard Horizon
- Yamaha CPX-1200
- Yamaha CPX-700
- Line 6 Pod HD Pro X
- Crown power amps
- Seymour Duncan pickups
- Dunlop picks & DR strings

## Diskografi

### Med Mercyful Fate
1. Dead Again (1998)
2. 9 (1999)

### Med King Diamond
1. Abigail II: The Revenge (2002)
2. The Puppet Master (2003)
3. Deadly Lullabyes Live (2004)
4. Give Me Your Soul... Please (2007)

### Med Hexenhaus
1. A Tribute to Insanity (1988)
2. At the Edge of Eternity (1990)
3. Awakening (1991)
4. Dejavoodoo (1997)

### Med Candlemass
1. Nightfall (1987)
2. As It Is, As It Was (1994)
3. Leif Edling The Black Heart of Candlemass  (2002)

### Med Memento Mori
1. Rhymes of Lunacy (1993)
2. Life, Death, and Other Morbid Tales (1994)
3. La Danse Macabre (1996)
4. Songs for the Apocalypse Vol IV (1997)

### Med Abstrakt Algebra
- Abstrakt Algebra (1995)

### Med Bibleblack
- The Black Swan Epilogue (2009)

### MedEscape The Cult
- All You Want To (2014)